# Гуггенбергер, Ильзе
Ильзе Гуггенбергер де Каро (исп. Ilse Guggenberger de Caro; род. 1 апреля 1942) — колумбийская шахматистка, международный мастер (1977) среди женщин.
Многократная чемпионка Колумбии (1965, 1972, 1974—1975, 1978—1980 и 1984).
В составе сборной Колумбии участница 6-и Олимпиад (1974, 1978—1984, 1988).
По состоянию на апрель 2021 года не входила в число активных колумбийских шахматистов и занимала 352-е место среди всех шахматистов страны.

## Изменения рейтинга
| Графики недоступны из-за технических проблем. См. информацию на Фабрикаторе и на mediawiki.org. |